# 20 chansons d'or (album de Mireille Mathieu)
Pour les articles homonymes, voir 20 chansons d'or.
20 chansons d'or est une compilation française de la chanteuse Mireille Mathieu sortie en 1984 sous le label Ariola regroupant 20 succès de Mireille.

## Chansons de la compilation
| No  | Titre                                      | Durée      |
| --- | ------------------------------------------ | ---------- |
| 1.  | Une femme amoureuse                        | 4 min 04 s |
| 2.  | Apprends-moi "Tornero"                     | 4 min 01 s |
| 3.  | Viens dans ma rue                          | 2 min 29 s |
| 4.  | La Dernière Valse                          | 3 min 06 s |
| 5.  | Acropolis Adieu                            | 3 min 25 s |
| 6.  | Mille colombes                             | 3 min 49 s |
| 7.  | Donne ton cœur, donne ta vie               | 2 min 45 s |
| 8.  | Una Canzone                                | 2 min 35 s |
| 9.  | Viens chanter pour le bon Dieu             | 3 min 35 s |
| 10. | Je veux l'aimer                            | 4 min 20 s |
| 11. | On ne vit pas sans se dire adieu           | 4 min 19 s |
| 12. | Qu'elle est belle                          | 2 min 14 s |
| 13. | Pour un cœur sans amour                    | 3 min 34 s |
| 14. | J'ai gardé l'accent                        | 3 min 28 s |
| 15. | La Paloma reviens                          | 3 min 58 s |
| 16. | Tous les enfants chantent avec moi         | 3 min 24 s |
| 17. | Une histoire d'amour                       | 3 min 00 s |
| 18. | Il a neigé sur Mykonos                     | 3 min 08 s |
| 19. | A Blue Bayou                               | 3 min 57 s |
| 20. | Together We're Strong (avec Patrick Duffy) | 4 min 12 s |